# Wojciech Jastrzębowski

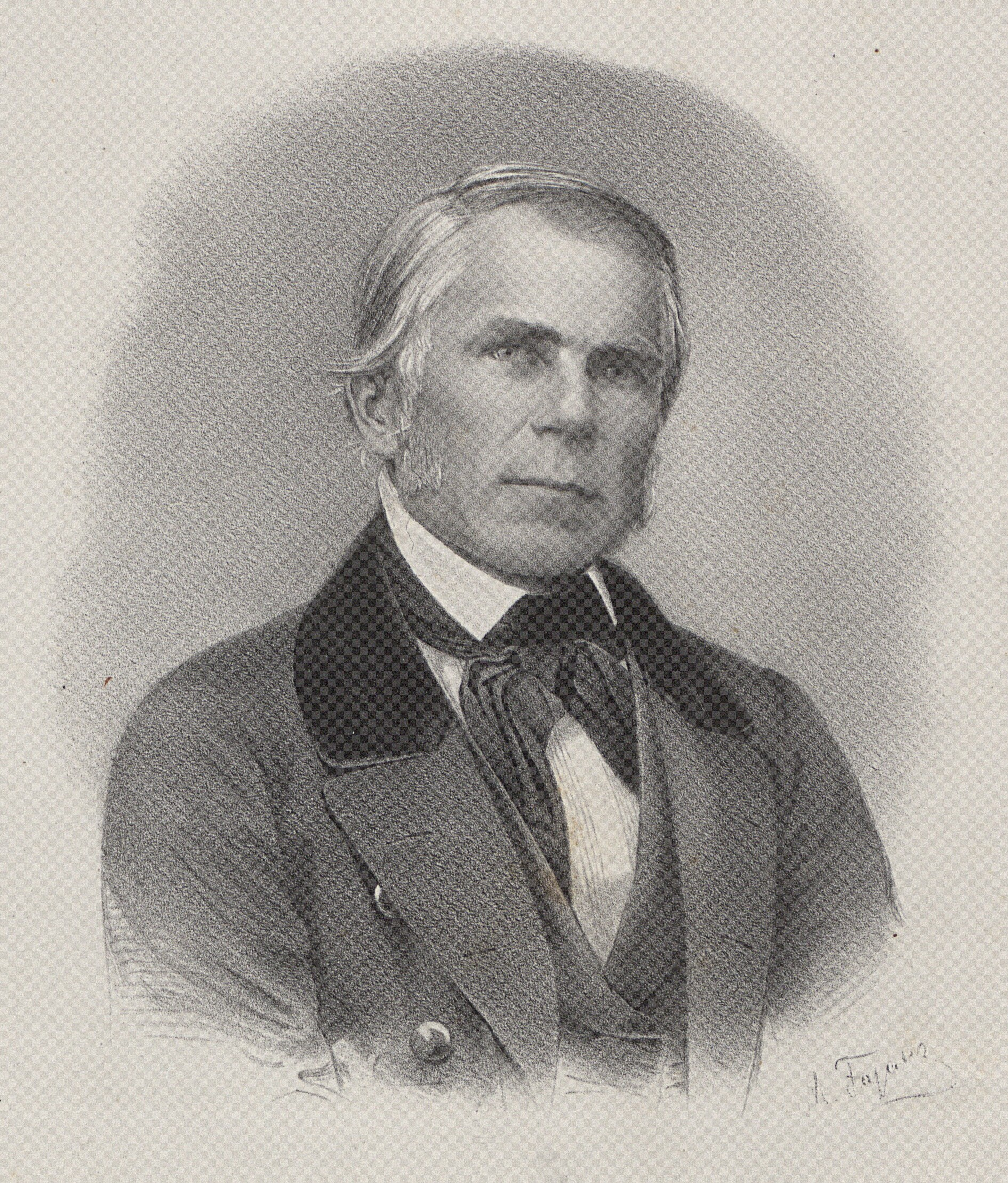
Wojciech Jastrzębowski

Wojciech Jastrzębowski (* 19. April 1799 in Szczepkowo-Giewarty, Gemeinde Janowo; † 30. Dezember 1882 in Warschau) war ein polnischer Wissenschaftler, Naturforscher und Erfinder, Professor für Botanik, Physik, Zoologie und Gartenbau am Instytut Rolniczo-Leśny in Marymont in Warschau. Er war einer der Begründer der Ergonomie und Autor eines Verfassungsentwurfes für Europa.

## Leben
Jastrzębowski wurde am 19. April 1799 in Szczepkowo-Giewarty, Gemeinde Janowo, in der Nähe von Mława, geboren. Er gehörte einer verarmten polnischen Adelsfamilie an, die aus dem Dorf Janowiec-Jastrząbki in der Gemeinde Janowiec Kościelny stammte. Sein Vater, Maciej Jastrzębowski, heiratete Marianna Leśnikowska, Erbin eines Teils von Szczepkowo-Giewarty. Bald nach der Hochzeit zog er auf das Gut seiner Frau. Mit neun Jahren war Jastrzębowski Vollwaise. Seine Reifeprüfung legte Jastrzębowski am Warschauer Lyzeum ab. 1830/31 war er Teilnehmer des Novemberaufstands.
Jastrzębowski war der Erfinder der Sonnenuhr am Warschauer Lyzeum und des „Jastrzębowski-Kompasses“ - eines Geräts, mit dem Sonnenuhren an jedem Ort aufgestellt und ausgerichtet werden können. Er hatte zeitlebens Interesse an einer Verbindung der Möglichkeiten der Wissenschaft mit den Bedürfnissen der Wirtschaft. Daraus entstand der 1857 in der Wochenzeitschrift „Natur und Industrie“ erschienene, umfangreiche Artikel „Grundriß der Ergonomie, Wissenschaft oder Lehre von der Arbeit“, mit dem der Begriff der Ergonomie erstmals definiert und begründet wurde. Jastrzębowski wurde Mitglied der Warschauer Gesellschaft der Freunde der Wissenschaften sowie Mitglied der Krakauer Wissenschaftsgesellschaft, der Landwirtschaftlichen Gesellschaft in Kielce und der Landwirtschaftlichen Gesellschaft in Lemberg. Er war Ehrenmitglied der Gesellschaft der Freunde des Lernens in Posen.
Verheiratet war Jastrzębowski mit Aniela d’Cher und hatte fünf Töchter und zwei Söhne. Sein Enkel, der ebenfalls Wojciech Jastrzębowski (1884–1963) hieß, war Künstler, Senator der Zweiten Polnischen Republik und Professor. 

## Über den ewigen Frieden zwischen den Völkern
Während der Schlacht bei Olszynka Grochowska zur Verteidigung Warschaus gegen die Russen im Jahr 1831 formulierte Wojciech Jastrzębowski ein Dokument, das als erste Verfassung Europas beschrieben werden kann. Es sieht für Europa eine Republik ohne Binnengrenzen mit einem einheitlichen Rechtssystem und Institutionen vor, die aus Vertretern aller Nationen bestehen. Diese Republik sollte den Frieden in Europa sichern und der „Barbarei“ ein Ende setzen. Das Dokument trägt den Titel „Über den ewigen Frieden zwischen den Völkern“ („O wiecznym pokoju między narodami“) und besteht aus 77 Artikeln. Es wurde am 3. Mai 1831, dem Jahrestag der Polnischen Verfassung vom 3. Mai 1791, veröffentlicht. Das Werk wurde von den Russen umgehend verboten.

## Trivia
In der Woiwodschaft Masowien gibt es einen nach Jastrzębowski benannten Radweg. Er erstreckt sich von Ostrów Mazowiecka bis Brok.

## Ausgewählte Schriften
- Rys ergonomji czyli nauki o pracy, opartej na prawdach poczerpniętych z Nauki Przyrody (Grundriss der Ergonomie, d. h. der Wissenschaft von der Arbeit, auf der Grundlage der aus der Naturwissenschaft entnommenen Wahrheiten) (1857).
- Traktat o Wiecznym Przymierzu Miedzy Narodami Ucywilizowanymi - Konstytucja dla Europy (Abhandlung über den ewigen Bund zwischen den zivilisierten Nationen - die Verfassung für Europa) (1831).